# Richter & Fey Verlag
Der Richter & Fey Verlag GmbH verlegte Bücher zur Kunst und Fotografie, die in enger Zusammenarbeit mit internationalen Künstlern, Fotografen und Typographen hergestellt wurden. Der Verlag war auf die Herstellung und Publikation von Druckerzeugnissen, digitalen Medien, Bildern, Filmen und Tonträgern spezialisiert. Sitz der Gesellschaft war der Oleanderweg 21 in Erftstadt.

## Geschichte
Das Unternehmen „richter|fey“ entstand im August/September 2012 aus dem Zusammenschluss der beiden in Düsseldorf ansässigen Verlage „Feymedia“ und „Richter Verlag“. Geschäftsführer war Erwin Fey, der von 1995 bis 2004 die weltweit tätige Bildagentur zefa visual media leitete, die seit 2005 ein Unternehmen der Corbis-Gruppe ist. Für die Gestaltung des Programms war Klaus-Werner Richter zuständig, der bereits mehrere Jahre als Geschäftsführer des ehemaligen Richter Verlags mit internationalen Künstlern, Museen und Kunstinstitutionen zusammengearbeitet hatte.
Im Jahr 2014 meldete der Verlag Insolvenz an, und das Amtsgerichts Köln bestellte mit Beschluss vom 17. März 2014 einen vorläufigen Insolvenzverwalter. Das Unternehmen wurde am 21. Mai 2014 liquidiert und schließlich am 30. Januar 2018 aus dem Handelsregister (HRB 60692) gelöscht.

## Publikationen (Auswahl)
- Thomas Schütte: Frauen. 2012, ISBN 3-941263-41-2 (Ausstellungskatalog).
- Qiu Shihua. 2012, ISBN 3-941263-40-4.
- Heribert Schulz: Joseph Beuys und der Schwan. 2012, ISBN 3-941263-39-0.